# Cypriotisch voetbalkampioenschap 1935/36
In 1935/36 werd het tweede Cypriotische voetbalkampioenschap gespeeld. Apoel Nicosia werd kampioen. 

## Eindstand
| Plaats | Club                     | Wed. | W  | G | V  | Saldo | Ptn. |
| ------ | ------------------------ | ---- | -- | - | -- | ----- | ---- |
| 1.     | APOEL Nicosia            | 14   | 12 | 0 | 2  | 52:15 | 24   |
| 2.     | Trast                    | 14   | 9  | 2 | 3  | 39:21 | 20   |
| 3.     | Lefkoşa Türk Spor Kulübü | 14   | 9  | 1 | 4  | 28:21 | 19   |
| 4.     | AEL Limassol             | 14   | 8  | 1 | 5  | 35:17 | 17   |
| 5.     | Aris Limassol            | 14   | 8  | 0 | 6  | 37:33 | 16   |
| 6.     | Olympiakos Nicosia       | 14   | 4  | 1 | 9  | 23:56 | 9    |
| 7.     | Anorthosis Famagusta     | 14   | 2  | 1 | 11 | 14:38 | 5    |
| 8.     | EPA Larnaca              | 14   | 0  | 2 | 12 | 8:35  | 2    |

|  | Kampioen |

## Resultaten
| Thuis \ Uit   | AEL | ANR | APN | ARS | EPA | OLM | TRS | LTS |
| ------------- | --- | --- | --- | --- | --- | --- | --- | --- |
| AEL           |     | 6–1 | 4–0 | 3–0 | –   | 2–1 | 0–2 | 0–1 |
| Anorthosis    | 0–2 |     | 1–5 | 1–2 | –   | 4–0 | 0–5 | 1–3 |
| APOEL Nicosia | 3–2 | –   |     | 5–1 | –   | 4–1 | 1–2 | 3–0 |
| Aris          | 2–1 | 5–2 | 4–2 |     | 5–0 | 9–0 | 0–2 | 2–1 |
| EPA           | 0–4 | 3–3 | 0–7 | –   |     | 1–4 | 1–1 | 1–2 |
| Olympiakos    | 3–8 | 1–0 | 0–7 | 1–3 | 3–2 |     | 3–3 | 2–1 |
| Trust         | 4–1 | –   | 1–5 | 5–1 | –   | 8–2 |     | 1–2 |
| LTSK          | 1–1 | 2–1 | 1–6 | 6–2 | –   | 4–0 | 3–1 |     |

## Kampioen
| 1935/1936                 |
| Cyprus                    |
| ------------------------- |
| APOEL Kampioen (1° titel) |